# Zonsverduistering van 13 november 2012

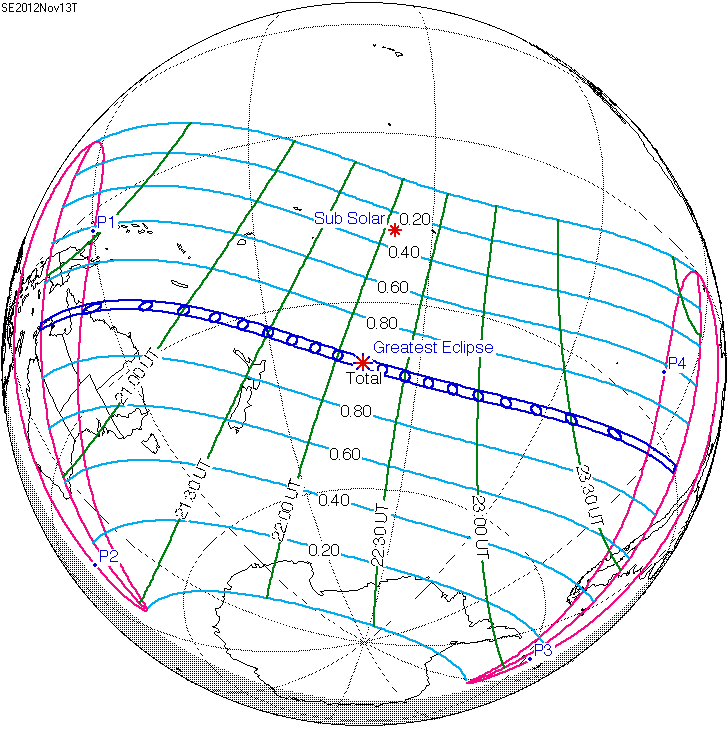
De zonsverduistering was te zien tussen de blauwe lijnen.

De totale zonsverduistering van 13 november 2012 trok veel over zee, maar was te zien in noordoostelijk Australië.

## Lengte

### Maximum
Het punt met maximale totaliteit lag op zee ver van enig land op coördinatenpunt 40.1955° Zuid / 160.3242° West en duurde 4m02,2s.

### Limieten
| Fenomeen                    | Code | Tijdstip UTC  |
| --------------------------- | ---- | ------------- |
| Eerste contact bijschaduw   | P1   | 19:37:57.6 UT |
| Eerste contact kernschaduw  | U1   | 20:35:07.7 UT |
| Kernschaduw compleet vanaf  | U2   | 20:37:03.0 UT |
| Bijschaduw compleet vanaf   | P2   | 21:43:40.8 UT |
| Maximum eclips              | GE   | 22:11:48.0 UT |
| Bijschaduw compleet t/m     | P3   | 22:39:45.7 UT |
| Kernschaduw compleet t/m    | U3   | 23:46:27.6 UT |
| Laatste contact kernschaduw | U4   | 23:48:24.2 UT |
| Laatste contact bijschaduw  | P4   | 00:45:34.0 UT |